# Coupe d'Afrique des clubs champions de basket-ball 2017
Navigation
Édition précédente Édition suivante
La coupe d’Afrique des clubs champions de basket-ball 2017 est la 32e édition de la compétition organisée par la FIBA Afrique et réunissant les clubs africains de basket-ball masculins ayant remporté leur championnat national ou ayant obtenu leur billet à l'issue de l'un des tournois de qualifications.

## Équipes qualifiées
- Étoile sportive de Radès (club organisateur)
- Union sportive monastirienne
- Association sportive de Salé
- City Oilers
- Interclube
- Kano Pillars
- ASB New Generation
- Clube Recreativo Desportivo Libolo
- GS Pétroliers
- Clube Ferroviário da Beira
- ASB Mazembe
- Gombe Bulls

## Résultats

### Groupe A
- Qualifié pour les quarts de finale

| L  | Équipe             | MJ | G | P | Diff    | Pts |
| 1. | AS Salé            | 5  | 4 | 1 | 442:402 | 9   |
| 2. | ÉS Radès           | 5  | 4 | 1 | 443:336 | 9   |
| 3. | Interclube         | 5  | 3 | 2 | 380:335 | 8   |
| 4. | City Oilers        | 5  | 2 | 3 | 370:406 | 7   |
| 5. | Kano Pillars       | 5  | 1 | 4 | 400:464 | 6   |
| 6. | ASB New Generation | 5  | 1 | 4 | 349:441 | 6   |

### Groupe B
- Qualifié pour les quarts de finale

| L  | Équipe        | MJ | G | P | Diff    | Pts |
| 1. | US Monastir   | 5  | 5 | 0 | 425:353 | 10  |
| 2. | CRD Libolo    | 5  | 3 | 2 | 402:368 | 8   |
| 3. | GS Pétroliers | 5  | 3 | 2 | 475:428 | 8   |
| 4. | CF Beira      | 5  | 2 | 3 | 366:395 | 7   |
| 5. | ASB Mazembe   | 5  | 1 | 4 | 363:408 | 6   |
| 6. | Gombe Bulls   | 5  | 1 | 4 | 319:398 | 6   |

### Tour final
|  | Quarts de finale   | Quarts de finale |                  |                  | Demi-finales           | Demi-finales           |    |  | Finale           | Finale           |
|  | Quarts de finale   | Quarts de finale |                  |                  | Demi-finales           | Demi-finales           |    |  | Finale           | Finale           |
|  |                    |                  |                  |                  |                        |                        |    |  |                  |                  |
|  | 18 décembre 2017   | 18 décembre 2017 |                  |                  | 19 décembre 2017       | 19 décembre 2017       |    |  | 20 décembre 2017 | 20 décembre 2017 |
|  | 18 décembre 2017   | 18 décembre 2017 |                  |                  | 19 décembre 2017       | 19 décembre 2017       |    |  | 20 décembre 2017 | 20 décembre 2017 |
|  | (A1) AS Salé       | 92               |                  |                  | 19 décembre 2017       | 19 décembre 2017       |    |  | 20 décembre 2017 | 20 décembre 2017 |
|  | (A1) AS Salé       | 92               |                  |                  | 19 décembre 2017       | 19 décembre 2017       |    |  | 20 décembre 2017 | 20 décembre 2017 |
|  | (B4) CF Beira      | 63               |                  |                  | 19 décembre 2017       | 19 décembre 2017       |    |  | 20 décembre 2017 | 20 décembre 2017 |
|  | (B4) CF Beira      | 63               | AS Salé          | 97               |                        |                        |    |  | 20 décembre 2017 | 20 décembre 2017 |
|  | 18 décembre 2017   |                  | AS Salé          | 97               |                        |                        |    |  | 20 décembre 2017 | 20 décembre 2017 |
|  |                    | CRD Libolo       | 86               |                  |                        |                        |    |  | 20 décembre 2017 | 20 décembre 2017 |
|  | (A3) Interclube    | CRD Libolo       | 86               | 65               |                        |                        |    |  | 20 décembre 2017 | 20 décembre 2017 |
|  | (A3) Interclube    |                  |                  | 65               |                        |                        |    |  | 20 décembre 2017 | 20 décembre 2017 |
|  | (B2) CRD Libolo    | 71               |                  |                  |                        |                        |    |  | 20 décembre 2017 | 20 décembre 2017 |
|  | (B2) CRD Libolo    | 71               | AS Salé          | 77               |                        |                        |    |  |                  |                  |
|  | 18 décembre 2017   |                  | AS Salé          | 77               |                        |                        |    |  |                  |                  |
|  |                    | ÉS Radès         | 69               |                  |                        |                        |    |  |                  |                  |
|  | (B1) US Monastir   | ÉS Radès         | 69               | 96               |                        |                        |    |  |                  |                  |
|  | (B1) US Monastir   | 19 décembre 2017 |                  | 96               |                        |                        |    |  |                  |                  |
|  | (A4) City Oilers   | 71               |                  |                  |                        |                        |    |  |                  |                  |
|  | (A4) City Oilers   | 71               | ÉS Radès         | 74               |                        |                        |    |  |                  |                  |
|  | 18 décembre 2017   | 18 décembre 2017 | ÉS Radès         | 74               | Match pour la 3e place | Match pour la 3e place |    |  |                  |                  |
|  | 18 décembre 2017   | 18 décembre 2017 |                  | US Monastir      | Match pour la 3e place | Match pour la 3e place | 69 |  |                  |                  |
|  | (B3) GS Pétroliers | 87               | 20 décembre 2017 | 20 décembre 2017 |                        |                        | 69 |  |                  |                  |
|  | (B3) GS Pétroliers | 87               | 20 décembre 2017 | 20 décembre 2017 |                        |                        |    |  |                  |                  |
|  | (A2) ÉS Radès      | 89               |                  | US Monastir      | 77                     |                        |    |  |                  |                  |
|  | (A2) ÉS Radès      | 89               |                  | US Monastir      | 77                     |                        |    |  |                  |                  |
|  |                    |                  |                  |                  |                        |                        |    |  | CRD Libolo       | 74               |
|  |                    |                  |                  |                  |                        |                        |    |  | CRD Libolo       | 74               |

## Récompenses
- Première équipe type :
  -  Omar Abada
  -  Mohamed Harat
  -  Abderrahim Najah
  -  Abdelhakim Zouita
  -  Evariste Shonganya
- Distinctions personnelles :
  - Meilleur joueur :  Abdelhakim Zouita
  - Meilleur arrière :  Omar Abada
  - Meilleur ailier :  Abdelhakim Zouita
  - Meilleur pivot :  Abderrahim Najah
  - Meilleur buteur :  Mohamed Harat
  - Meilleur passeur :  Yassine El Mahsini
  - Meilleur rebounder :  Evariste Shonganya
  - Meilleur bloqueur :  Kelvin Matthews et  Pitchou Manga
  - Meilleur interceptioneur :  Angelo Warner
  - Meilleur tripointeur :  Wayne Arnold
  - Meilleur pourcentage de panier à trois points :  Amine Rzig
- Équipe fair-play :  City Oilers